# Gerald Durrell

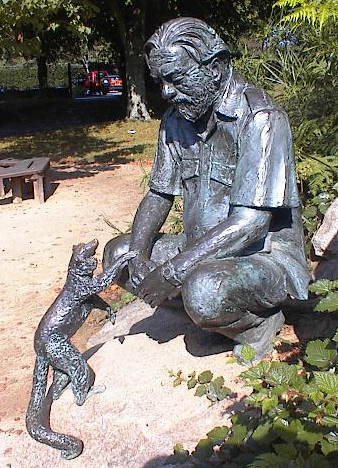
Gerald Durrell szobra a jersey-i állatkertben

Gerald 'Gerry' Malcolm Durrell (India, Dzsamsedpur, 1925. január 7. – Jersey, 1995. január 30.) brit zoológus, író.

## Élete
Az indiai Kalkutta közelében, Dzsamsedpurban született Gerald Malcolm Durrell néven, 1925-ben. Szüleinek, Louisa Florence Dixie-nek és Lawrence Samuel Durrellnek angol és ír felmenőik voltak. Három testvére volt: Lawrence George (1912−1990) író, Leslie (1918−1983) és Margaret (1920−2007). Apja útépítő mérnökként dolgozott, és miután 1928-ban meghalt, családja hazatért Angliába, majd 1935-ben Korfu szigetére költözött. Négy évig éltek a szigeten, amely Gerry fő szellemi ihletője volt: itt kezdődött egy életen át tartó nagy szerelme a természet világa iránt. Iskolába nem járt, magántanárok oktatták, közülük főleg a természettudós Theodore Stephanides doktor hatott rá. Korfui éveire emlékezett regénytrilógiájában (Családom és egyéb állatfajták, Madarak, vadak, rokonok, Istenek kertje) és több novellájában is, sok humorral és öniróniával mutatva be családtagjait, a sziget lakóit és élővilágát.
A második világháború alatt ismét Angliában éltek, Gerald pedig egy kisállat-kereskedésben kezdett el dolgozni. 1943-ban katonának kellett volna besorozni, de végül gyenge egészsége miatt felmentést kapott. A háború után, 1945-ben a whipsnade-i állatkertbe szerződött, állatgondozónak. Itt körülbelül egy évig dolgozott, miközben expedíciókat tervezett, ám az állatgyűjtők továbbra sem fogadták el jelentkezését.
Jelentős összeget örökölt 21. születésnapja alkalmából, amit állatok gyűjtésére költött el. Első, kameruni állatgyűjtő expedícióját 1947-ben, saját költségén szervezte meg és ő maga vezette, John Yealland ornitológus segítségével. A magával hozott állatokat a londoni, chesteri, paigntoni, bristoli és manchesteri állatkertek vették meg. Ezt követték az 1948-as és 1949-es, Brit Guyana-i és kameruni gyűjtőutak és a későbbiekben szervezett expedíciók Paraguay, Argentína, Sierra Leone, Mauritius, Mexikó és Madagaszkár vadonjaiba. 1949-es kameruni útján ismerkedett meg a bafuti Fonnal, II. Achirimbivel, akivel jó barátságot kötött.
Durrell állatgyűjtési és állattartási elképzelései forradalmian új nézeteket tükröztek. Csakis a legjobb minőségű, elérhető ellátást volt hajlandó állatainak biztosítani, soha nem csak a ritka állatfajokat kereste, amelyekért sok pénzt fizettek a gyűjtők, hanem mindegyiket egyformán kívánta védelmezni és bemutatni. A brit állatkertek ezért elhatárolódtak tevékenységétől, és hamarosan legtöbbjükben már nem kínáltak számára munkát. A manchesteri Belle Vue állatkert akváriumában dolgozott egy darabig, némiképp elcsüggedten.
1951-ben feleségül vette Jacqueline Sonia Wolfendent, és Gerald nővérének, Margónak bournemouthi házába költöztek. Jacquie ezután Gerald állandó társává szegődött a további állatgyűjtő utakon, valamint aktívan segédkezett a jersey-i állatkert létrehozásában, majd üzemeltetésében.
Hogy anyagi helyzetét fellendítse, bátyja és Jacquie tanácsára Gerald humoros, életrajzi ihletésű könyveket kezdett írni, sikerrel. A minden könyve végén található felhívás csatlakozásra hív és adakozásra kér. 1954-ben a könyvekből kapott pénzen újabb expedíciót vezetett Dél-Amerika dzsungeleibe.
A Családom és egyéb állatfajták megjelenése, 1956-ban hatalmas sikert hozott Geraldnak. 1957-ben harmadszor is Kamerunba utazott, és ezúttal már saját, leendő állatkertje számára gyűjtött állatokat. Visszatérése után ismét Margóhoz költözött, s annak kis, hátsó kertjében tartotta népes állatseregletét, amíg helyet keresett a számukra. Legnagyobb csalódására mind Bournemouth, mind Poole önkormányzata elutasította ajánlatát, hogy állatkertet hozzon létre városukban. 1958-ban azonban rátalált a Jersey Állatparkra, amely ideálisnak bizonyult álmai megvalósítására. Még abban az évben újabb és már sikeres állatgyűjtő expedíciót szervezett Dél-Amerikába, elsősorban a veszélyeztetett fajok megmentését célozva. Az állatkertet 1959 húsvétján nyitották meg.
Amint az állatkert gyarapodásnak indult, 1963-ban alapítványt hozott létre a veszélyeztetett fajok megmentésére, valamint az állatkerti körülmények jobbá tételére. Az alapítvány révén végül is sikerült megvásárolnia a birtokot, amelyen az állatkert elhelyezkedett, biztosítva annak hosszú távú fennmaradását.
1979-ben elvált Jacquie-től, s még ugyanabban az évben feleségül vette Lee McGeorge-ot. 1982-ben Új-Zéland, Ausztrália és Malajzia helyszínein Lee-vel tévésorozatot forgattak, amit Magyarországon is bemutattak.
Durrell és alapítványa a Durrell WildLife Conservation Trust, vagyis a Jersey Vadvédelmi Alapítvány a világ számos helyén segített a veszélyeztetett fajok megóvásában, szaporításában, az ott élő lakosság felvilágosításában, oktatásában.
Durrell májzsugorban szenvedett, melyet a könyveiben is megírt, nem ritka, és olykor elég kemény italozás okozott (már tízévesen megesett vele Korfun, hogy nem csak megkóstolta a bort...). Májtranszplantációval hosszabbították meg az életét, de ez csak átmenetileg volt sikeres, halálának oka is májelégtelenség volt.
Jersey-szigeti állatkertjét 1995-ben bekövetkezett haláláig vezette, hamvait is ott temették el.

## Magyarul megjelent művei

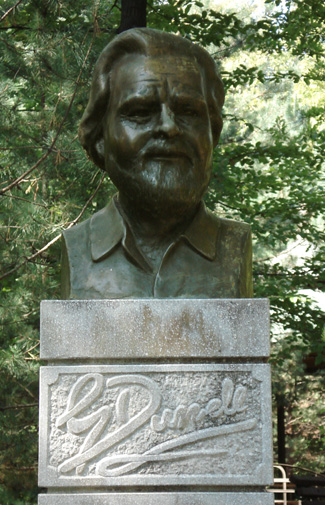
Gerald Durrell mellszobra a Miskolc Városi Vadasparkban. Jószay Zsolt alkotása

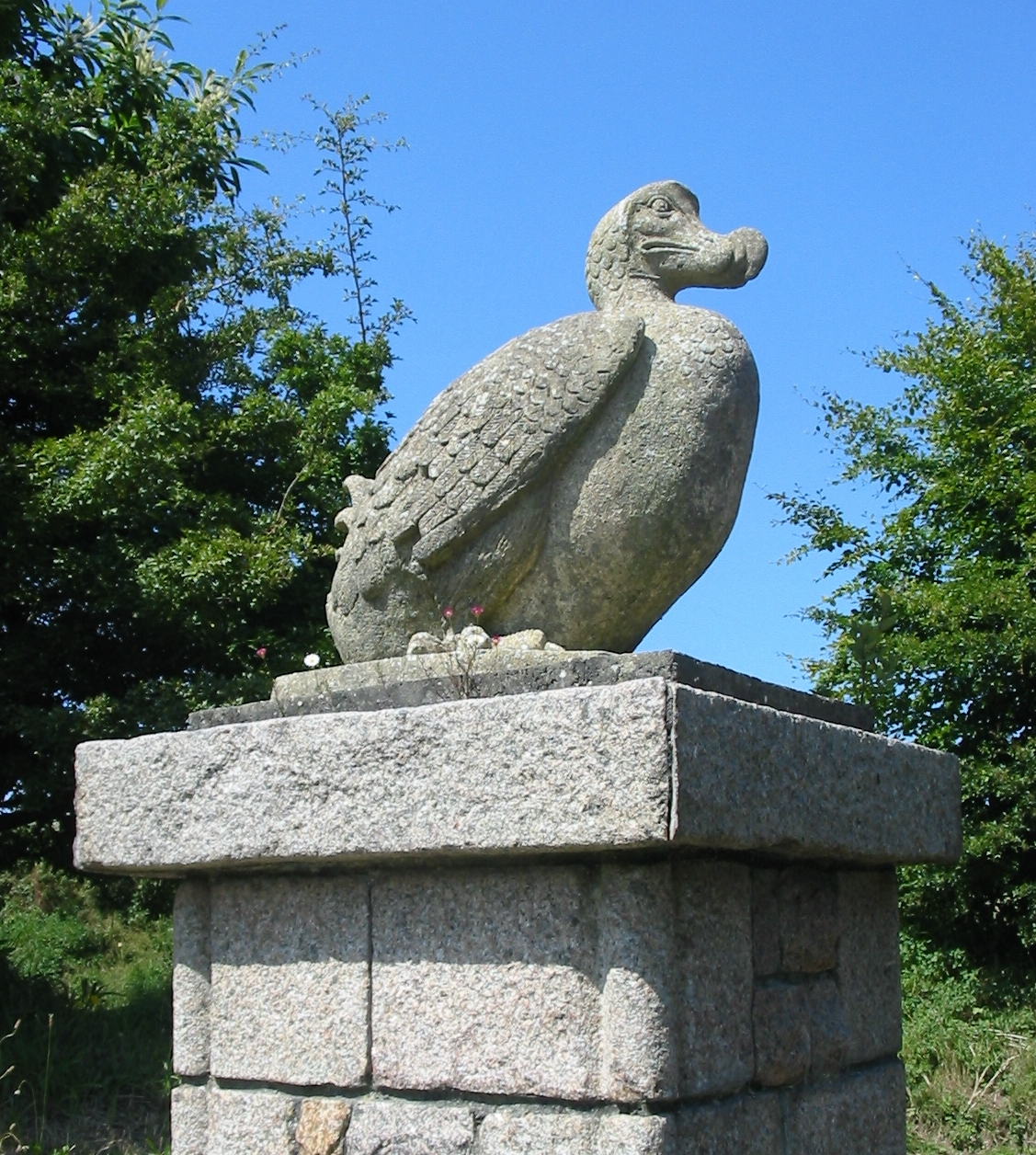
A kihalt dodó madár szobra díszíti a jersey-i állatkert kapuját

- Noé bárkáján; fordította: Vajda Gábor; Táncsics, Budapest, 1966 (Útikalandok)
- Családom és egyéb állatfajták; fordította: Sárközi Györgyné; Európa, Budapest, 1966
- Vadászat felvevőgéppel; fordította: Vajda Gábor; Táncsics, Budapest, 1970
- Rokonom, Rosy. Regény; fordította: Borbás Mária; Európa, Budapest, 1973[1]
- Madarak, vadak, rokonok; fordította: Révbíró Tamás; Európa, Budapest, 1974[2]
- Állatkert a kastély körül; fordította: Jászay Gabriella; Móra, Budapest, 1979[3]
- A halak jelleme; fordította: Révbíró Tamás; Európa, Budapest, 1978
- Vadállatok bolondja; fordította: Némethy Ildikó; Móra, Budapest, 1982[4]
  - (Életem értelme címen is)
- Állatkert a poggyászomban; fordította: Jászay Gabriella; Gondolat, Budapest, 1985[5]
- Aranydenevérek, rózsaszín galambok; fordította: Török Gábor; Gondolat, Budapest, 1986
- Istenek kertje; fordította: Osztovits Levente; Európa, Budapest, 1986 (Vidám könyvek)
- Gerald Durrell–Lee Durrell: Az amatőr természetbúvár. Útmutató az élő természet tanulmányozásához; fordította: Garai Attila, Somlyó Bálint; Gondolat, Budapest, 1987[6]
- A hahagáj; fordította: Gálvölgyi Judit; Európa, Budapest, 1987 (Vidám könyvek)[7]
- A részeg erdő; fordította: Borbás Mária; Európa, Budapest, 1988 (Vidám könyvek)
- Vadak a vadonban; fordította: Pesthy Gábor; Natura, Budapest, 1988
- Gerald Durrell–Lee Durrell: Durrell a Szovjetunióban; fordította: Lóczy Dénes; Gondolat, Budapest, 1989
- Léghajóval a dinoszauruszok földjén; fordította: Barabás András; Park, Budapest, 1990
- Hogyan lőjünk amatőr természetbúvárt?; fordította: Bátory Éva; Téka, Budapest, 1990
- Léghajóval a világ körül; fordította: Barabás András; Park, Budapest, 1990
- Szamártolvajok; fordította: Kresznóczki Ágnes; Gulliver, Budapest, 1990 (Szamárfüles könyvek)
- A bafuti kopók; fordította: Csejdy András; Európa, Budapest, 1991
- A Bárka születésnapja; fordította: Katona Ágnes; Európa, Budapest, 1993 (Vidám könyvek)
- A véznaujjú maki meg én. Madagaszkári mentőexpedíció; fordította: Borbás Mária; Európa, Budapest, 1994
- Férjhez adjuk a mamát; fordította: Barabás András; Európa, Budapest, 1994
- Életem értelme; fordította: Borbás Mária, versford. Kiss Zsuzsa; Európa, Budapest, 1995
  - (Vadállatok bolondja címen is)
- Tóbiás, a teknős; fordította: Szabó Eszter.; Pesti Szalon, Budapest, 1996
- Keeper, az állatkert őre; fordította: Szabó Eszter; Pesti Szalon, Budapest, 1996
- A piknik és egyéb kalamajkák; fordította: Borbás Mária, Murai Mária; Európa, Budapest, 1997 (Vidám könyvek)
- A susogó táj; fordította: Katona Ágnes; Európa, Budapest, 1997 (Vidám könyvek)
- Kalandorok az őserdőben; fordította: Rézműves Zoltán; Európa, Budapest, 1997 (Vidám könyvek)
- Durrell a javából; vál. Lee Durrel, sajtó alá rend. Katona Ágnes, fordította: Garai Attila et al.; Európa, Budapest, 1998
- Fogjál nekem kolóbuszt!; fordította: Bakó; Európa, Budapest, 1999 (Vidám könyvek)
- A lehorgonyzott bárka. A Jersey Állatkert alapításáról; fordította: Pesthy Gábor; Gabo, Budapest, 2003[8]

## Érdekességek
- A Fészkes fenevadak (Fierce Creatures) című filmet neki ajánlották
- Több mint 10 tévésorozatot készített
- Első szobrát Magyarországon, a Miskolc Városi Vadasparkban leplezték le
- Több állatfaj róla kapta a nevét: 
  - Nactus serpeninsula durrelli: Durrell-féle éjszakai gekkó Mauritius egyik szigetén
  - Ceylonthelphusa durrelli: Durrell-féle frissvízi rák: Srí Lanka partjain élő ritka rák.
  - Benthophilus durrelli: Durrell-féle ebihal góbi
  - Kotchevnik durrelli: Egy éjjelilepke-faj Oroszországban
  - Salanoia durrelli: Mongúzfaj Madagaszkáron[9]